# Senyoria de Foces
La senyoria de Foces fou una jurisdicció feudal aragonesa de gran riquesa, que ja figura al segle xi. Estava centrada en l'actual municipi d'Ibieca, a Foces. Ato II de Foces va morir abans que el seu pare Eximen I de Foces. Aquest deixà la senyoria de Foces a l'Orde de l'Hospital.

## Senyors de Foces
- Ortunyo Ortiz de Foces[2]
- Remón de Foces
- Artal I de Foces
- Ato I de Foces (?-1244)[3]
- Eximen I de Foces (1244-?)
- Ato II de Foces (?-1302)
- Passa a l'Orde de l'Hospital